# Кірпикови
Кі́рпикови (рос. Кирпиковы) — присілок у складі Котельницького району Кіровської області, Росія. Входить до складу Біртяєвського сільського поселення.
Населення становить 3 особи (2010).